# World Racing Group
De World Racing Group is een race organisator zoals de IMSA en de Grand-Am. Het hoofdkwartier ligt in Concord, North Carolina. Deze organisatie organiseert het grootste dirt track kampioenschap in de Verenigde Staten namelijk de DIRTcar Series. Het is opgericht in 1977 onder de naam Boundless Racing. Ze bezitten ook 7 circuits.

## Kampioenschappen
- World of Outlaws Sprint Car Series
- World of Outlaws Late Model Series
- Advanced Auto Parts Super DIRTcar Series
- UMP DIRTcar
- MARS

## Circuits
- Canandaigua Speedway
- Cayuga County Fair Speedway
- Lernerville Speedway
- New York State Fair Grounds
- Orange County Fair Speedway
- Rolling Wheels Raceway Park
- Volusia Speedway Park